# Biomedical Informatics Research Network
Das Biomedical Informatics Research Network (BIRN) ist ein nationales Forschungsnetzwerk für Biomedizin in den USA. Unter anderem wird ein Grid für die Forschung betrieben. Damit werden im Bereich der Biomedizin Berechnungen und Simulationen (z. B. der menschlichen Hirnströme) gemacht. Durch die gemeinsame Nutzung von Informationen und Rechenkapazität solch mancher renommierter Universitäten ist BIRN im Bereich der Biomedizin führend.
Zurzeit sind 19 Universitäten und 26 Forschungsgruppen daran angeschlossen:
- Brigham & Women’s Hospital Surgical Planning Laboratory
- California Institute of Technology Brain Imaging Center
- Duke University Center for In Vivo Microscopy
- Brain Imaging and Analysis Center
- Neuropsychiatric Imaging Research Laboratory
- Johns Hopkins University Center for Imaging Science
- Massachusetts General Hospital Athinoula A. Martinos Center for Biomedical Imaging
- Massachusetts Institute of Technology Computer Science & Artificial Intelligence Laboratory (CSAIL)
- Ohio State University Biomedical Informatics
- Stanford Univ. Lucas Center
- Univ. of CA, Irvine Brain Imaging Center
- Univ. of CA, Los Angeles Laboratory of Neuro Imaging
- Univ. of CA, San Diego fMRI Research Center
- National Center for Microscopy and Imaging Research
- BIRN Coordinating Center
- BIRN Network Operations Center
- Univ. of California, San Francisco Institute of Neurodegenerative Disease
- Univ. of Iowa Mental Health Clinical Research Center
- Univ. of Minnesota Center for Magnetic Resonance Research
- Univ. of North Carolina Brain Imaging and Analysis Center
- Lineberger Comprehensive Cancer Center
- Univ. of New Mexico MIND Imaging Center
- Univ. of Tennessee, Memphis Health Sciences Center
- Washington University, St. Louis Cognitive Neuroscience Laboratory
- Mallinkrodt Institute of Radiology
- Van Essen Lab
- Yale University Center for Medical Informatics
- Clinical Cognitive Neuroscience Laboratory